# Підстановки плиток
Підстановки плиток — метод побудови мозаїк. Найважливіше, що деякі підстановки плиток утворюють аперіодичні мозаїки, тобто, замощення, протоплитки яких не утвоюють будь-якої мозаїки з паралельним перенесенням. Найвідоміші з них — мозаїки Пенроуза. Підстановні мозаїки є особливими випадками правил скінченного поділу, коли не вимагається геометрична рівність плиток.

## Вступ
Подстановку плитки описують множиною протоплиток {\displaystyle T_{1},T_{2},\dots ,T_{m}}, відображенням розширення {\displaystyle Q} та правилом поділу, що задає, як слід ділити розширені протоплитки {\displaystyle QT_{i}} щоб утворити копії деяких протоплиток {\displaystyle T_{j}}. Ітеративна підстановка плиток утворює мозаїку на площині, яка називається підстановною мозаїкою. Деякі підстановні мозаїки періодичні, тобто мають трансляційну симетрію. Серед неперіодичних підстановних мозаїк деякі є аперіодичними, що означає, що їхні протоплитки не можна розмістити у вигляді періодичної мозаїки.
Простий приклад створення періодичного замощення однією плиткою, а саме квадратом:
За повторення цієї підстановки все більші й більші ділянки площини покриватимуться квадратною сіткою. Складніший приклад із двох протоплиток наведено нижче.
Можна інтуїтивно зрозуміти, як ця процедура утворює підстановну мозаїку всієї площини. Математичне визначення наведено нижче. Підстановні мозаїки дуже корисні як шлях до визначення аперіодичних мозаїк, які є об'єктами дослідження багатьох галузей математики, зокрема теорії автоматів, комбінаторики, комбінаторної геометрії, динамічних систем, теорії груп, гармонічного аналізу й теорії чисел, не кажучи вже про галузі, де ці мозаїки виникли, кристалографію та хімію. Зокрема, мозаїка Пенроуза є прикладом аперіодичної підстановної мозаїки.

## Історія
1973 й 1974 року Роджер Пенроуз відкрив сімейство аперіодичних мозаїк, нині званих мозаїками Пенроуза. Перше відкриття дано в термінах «правил поєднання», за якими робота з плитками йшла так само, як зі шматочками мозаїчної картинки. Доведення, що копії цих протоплиток можна з'єднати разом для замощення площини, але ця мозаїка не може утворити періодичної мозаїки, використовує побудову, яку можна розглядати як підстановну мозаїку протоплиток. 1977 року Роберт Амманн виявив кілька наборів аперіодичних протоплиток, тобто. протоплиток, для яких правила суміщення приводять до неперіодичних мозаїк. Зокрема, він перевідкрив перший приклад Пенроуза. Ця праця вплинула на вчених, що працюють у галузі кристалографії, що, в результаті, привело до відкриття квазікристалів. І навпаки, інтерес до квазікристалів привів до відкриття деяких цілком упорядкованих аперіодичних мозаїк. Багато з них можна легко описати як підстановні мозаїки.

## Математичне визначення
Розглянемо області в {\displaystyle {\mathbb {R} }^{d}}, які добре обумовлені, в тому сенсі, що область є непорожньою компактною підмножиною, яке є замиканням своєї внутрішності.
Візьмемо набір ділянок {\displaystyle \mathbf {P} =\{T_{1},T_{2},\dots ,T_{m}\}} як протоплитки. Розміщення протоплитки {\displaystyle T_{i}} — це пара {\displaystyle (T_{i},\varphi )}, де {\displaystyle \varphi } є ізометрією {\displaystyle {\mathbb {R} }^{d}}. Образ {\displaystyle \varphi (T_{i})} називають областю розміщення. Мозаїка T — це набір областей розміщення протоплиток, у якому внутрішні області протоплиток не мають спільних частин. Ми кажемо, що мозаїка T є мозаїкою на W, якщо W є об'єднанням областей розміщення з T.
Підстановка плиток у літературі часто недостатньо добре визначена. Точне визначення таке.
Підстановка плитки для протоплиток P — це пара {\displaystyle (Q,\sigma )}, де {\displaystyle Q:{\mathbb {R} }^{d}\to {\mathbb {R} }^{d}} є лінійним відображенням, усі власні значення якого за модулем більші від одиниці, а правила підстановки {\displaystyle \sigma } відображають {\displaystyle T_{i}} в плитку {\displaystyle QT_{i}}. Підстановка плитки {\displaystyle \sigma } порджує відображення з будь-якої плитки T області W у плитку {\displaystyle \sigma (\mathbf {T} )} області {\displaystyle Q_{\sigma }(\mathbf {W} )}
{\displaystyle \sigma (\mathbf {T} )=\bigcup _{(T_{i},\varphi )\in \mathbf {T} }\{(T_{j},Q\circ \varphi \circ Q^{-1}\circ \rho ):(T_{j},\rho )\in \sigma (T_{i})\}.}
Зауважимо, що протоплитки можна вивести з підстановки плиток. Таким чином, немає необхідності включати їх до підстановки плиток {\displaystyle (Q,\sigma )} .
Будь-яке замощення {\displaystyle {\mathbb {R} }^{d}}, будь-яка скінченна частина якого конгруентна підмножині деякого
{\displaystyle \sigma ^{k}(T_{i})}, називають підстановною мозаїкою (для підстановки плитки {\displaystyle (Q,\sigma )}).